# TV Computer

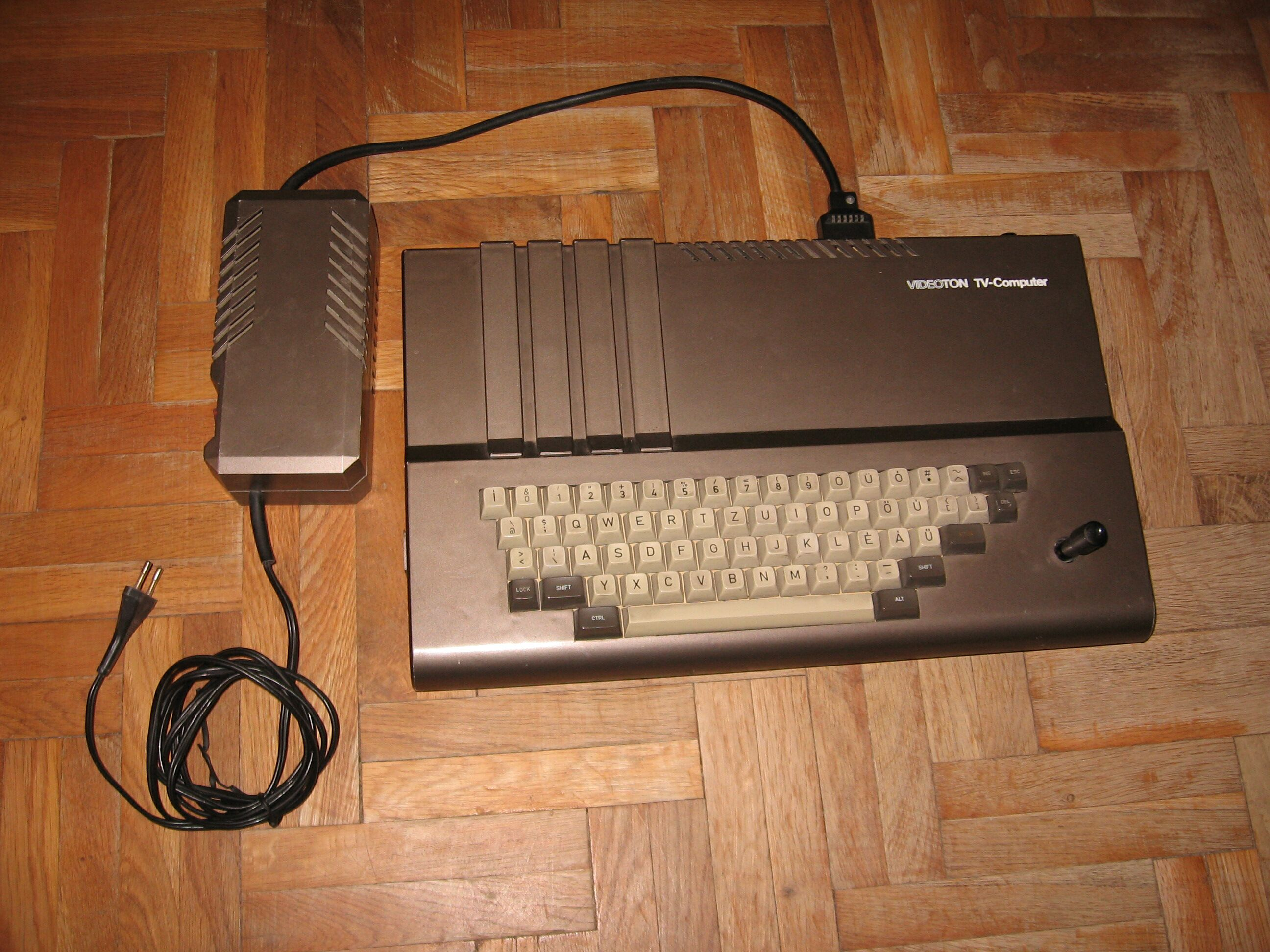
Videoton TVC

Der TV Computer (kurz TVC) der ungarischen Firma Videoton (kurz VT) war ein Kleincomputer auf Basis einer mit 3,125 MHz getakteten Z80-CPU, der 1988 vor allem von staatlichen Stellen wie etwa Schulen eingekauft wurde. Bei dem Gerät handelte es sich um eine lizenzierte Anpassung des Enterprise-Heimcomputers, für das die Rechte bereits im Jahr 1984 erworben und gesichert wurden.
Das Gehäusedesign ähnelte den anderen Systemen seiner Zeit, z. B. dem C64. Das Gerät gab es in zwei Grundversionen mit 32 oder 64 kB RAM, sowie später als fehlerbereinigte Version, den TVC 64k+, der für den Betrieb mit einem Diskettenlaufwerk vorbereitet war. Vom ersten Grundmodell wurden ca. 3000 produziert, vom zweiten Grundmodell waren es ca. 9000.
Alle Geräte kamen mit HF-Modulator für die Ausgabe über ein TV-Gerät sowie einem RGB-Ausgang, mit dem man z. B. VGA-Monitore ansteuern konnte. Bei 16 kB Video-RAM waren Textmodi mit 64×24 Zeichen mit je 8×10 Pixeln möglich oder Grafikmodi mit 128×240 Pixeln bei 16 Farben bis hin zu 512×240 Pixeln bei 2 Farben. Das Betriebssystem bot eine Grafikschnittstelle an, die permanent eine Auflösung von 1024×960 Pixeln vorgaukelte.
Ergänzt wurde das Systemdesign durch Anschlüsse für Bandlaufwerk, Centronics-Drucker (ein solcher Drucker wurde von Videoton selbst angeboten), zwei Joysticks sowie verschiedene Erweiterungsports für ROM-Module und Zusatzkarten.
In der Grundversion war das Gerät mit 20k ROM ausgestattet, das ein TVC-BASIC V1.2 sowie ein Betriebssystem enthielt. Für die Plus-Version war TVC BASIC V2.2 beigepackt sowie ein Betriebssystem namens VT-DOS, das einen MS-DOS kompatiblen Befehlssatz hatte und in der Lage war, das FAT12-Diskettenformat für 360 bis 720 kB-Formate zu nutzen. Eine vollständige Kompatibilität mit dem PC-Format war aufgrund der Umsetzung von nationalen Sonderzeichen nicht gegeben. Programme für IBM-kompatible PCs waren prinzipiell nicht lauffähig. Über die nationalen Vertriebswege wurden ca. 40 bis 50 Programme aller Art als Zubehör angeboten. Eines der beliebtesten und bekanntesten Spiele war Hungaroring.
Das Gerät wurde über einen Zeitraum von rund drei Jahren produziert, danach wurde wegen der hohen Preise und mangelnder Effizienz stattdessen der Commodore Plus4 als preiswertes Ersatzobjekt aus dem westlichen Ausland importiert.
Für das Gerät existieren heute mehrere System-Emulatoren verschiedener Technologie und Reife, z. B. für die PC-Plattform oder für die Java-VM.